# З'їзд суддів України

8-й з'їзд суддів України. 26 червня 2007 року

З'їзд суддів України — найвищий орган суддівського самоврядування в Україні.

## Повноваження
З'їзд суддів України:
1. заслуховує звіти Ради суддів України про виконання завдань органів суддівського самоврядування щодо забезпечення незалежності судів і суддів, стан організаційного та фінансового забезпечення діяльності судів;
2. заслуховує інформацію Вищої кваліфікаційної комісії суддів України про її діяльність;
3. заслуховує інформацію Голови Державної судової адміністрації України про її діяльність, зокрема щодо організаційного, фінансового та матеріально-технічного забезпечення діяльності органів судової влади;
4. призначає суддів Конституційного Суду України відповідно до Конституції і законів України;
5. обирає членів Вищої ради правосуддя та приймає рішення про звільнення їх з посади члена Вищої ради правосуддя відповідно до Конституції і законів України;
6. обирає членів Вищої кваліфікаційної комісії суддів України та приймає рішення про звільнення їх з посади відповідно до цього Закону;
7. звертається з пропозиціями щодо вирішення питань діяльності судів до органів державної влади та їх посадових осіб;
8. обирає Раду суддів України;
9. розглядає інші питання суддівського самоврядування відповідно до закону.

З'їзд суддів України приймає рішення, що є обов'язковими для всіх органів суддівського самоврядування та всіх суддів.

## Порядок скликання і проведення з'їзду суддів України
Черговий з'їзд суддів України скликається Радою суддів України один раз на два роки. Позачерговий з'їзд суддів України може бути скликаний за рішенням Ради суддів України.
У разі необхідності збори суддів можуть звертатися до Ради суддів України з пропозицією щодо скликання позачергового з'їзду суддів України. Рада суддів України зобов'язана скликати позачерговий з'їзд суддів України на вимогу зборів суддів не менше однієї п'ятої всіх судів.
Збори суддів кожного суду (крім місцевого загального суду, вищого спеціалізованого суду та Верховного Суду) обирають на з'їзд суддів України по одному делегату від двадцяти суддів, які працюють у цьому суді. У разі якщо в суді працює менше двадцяти суддів, від суду делегується один делегат.
Делегатів на з'їзд суддів України від суддів місцевих загальних судів обирають спільні збори суддів у кожній області, Автономній Республіці Крим, містах Києві та Севастополі за принципом: один делегат від двадцяти суддів у загальній кількості суддів місцевих загальних судів у кожній області, Автономній Республіці Крим, містах Києві та Севастополі.
Збори суддів вищих спеціалізованих судів обирають на з'їзд суддів України по три делегати з числа суддів цих судів. Пленум Верховного Суду обирає на з'їзд суддів України дванадцять делегатів з числа суддів Верховного Суду.
Делегати на з'їзд суддів України обираються таємним голосуванням на альтернативній основі, при вільному висуненні кандидатур для обрання з числа суддів відповідних судів або суддів у відставці, незалежно від їх місця роботи до виходу у відставку. Делегатами на з'їзд суддів України не можуть бути обрані судді, які займають адміністративні посади в судах, судді, які є членами Вищої ради правосуддя або Вищої кваліфікаційної комісії суддів України.
З'їзд суддів України є повноважним за умови присутності на ньому не менше двох третин загальної кількості обраних делегатів.

## Дати проведення з'їздів
| I з'їзд     | черговий     | 26 грудня 1991                                                  |
| II з'їзд    | черговий     |                                                                 |
| III з'їзд   | позачерговий | вересень 1996                                                   |
| IV з'їзд    | черговий     | 15 грудня 1999                                                  |
| V з'їзд     | черговий     | 24 жовтня 2002                                                  |
| VI з'їзд    | позачерговий | 27 грудня 2004                                                  |
| VII з'їзд   | черговий     | 2—3 листопада 2005                                              |
| VIII з'їзд  | позачерговий | 26 червня 2007, другий етап — 7 грудня 2007                     |
| IX з'їзд    | черговий     | 13—14 листопада 2008                                            |
| X з'їзд     | позачерговий | 16 вересня 2010                                                 |
| XI з'їзд    | черговий     | 22 лютого 2013                                                  |
| XII з'їзд   | позачерговий | 19—20 червня 2014 (1а частина); 25—26 вересня 2014 (2а частина) |
| XIII з'їзд  | черговий     | 12—24 листопада 2015                                            |
| XIV з'їзд   | позачерговий | 13—14 листопада 2017                                            |
| XV з'їзд    | черговий     | 5—7 березня 2018                                                |
| XVI з'їзд   | позачерговий | 19—20 грудня 2018                                               |
| XVII з'їзд  | позачерговий | 29—30 жовтня 2019                                               |
| XVIII з'їзд | черговий     | 9—11 березня 2021                                               |
| ХІХ з'їзд   | позачерговий | 11—12 січня 2023                                                |
| ХХ з'їзд    | черговий     | 18—19 вересня 2024, другий етап — 27 травня-29 травня 2025.     |

## Важливі рішення з'їзду суддів України
- 24 жовтня 2003 р. на V з'їзді суддів України був затверджений Кодекс професійної етики судді [Архівовано 7 квітня 2014 у Wayback Machine.] — перший в Україні звід етичних правил поведінки, які судді мали додержуватися в своїй професійній діяльності та приватному житті.
- 22 лютого 2013 року IX з'їзд суддів України розглянув і прийняв новий Кодекс суддівської етики [Архівовано 24 жовтня 2013 у Wayback Machine.], розроблений Радою суддів України, а також схвалив Стратегічний план розвитку судової влади України на 2013—2015 роки.
- 11-12 січня 2023 року позачерговий XIX-й з'їзд суддів обрав 8 членів Вищої ради правосуддя за своєю квотою[3]. До того Вища рада правосуддя не працювала з початку повномасштабного вторгнення Росії до України 24 лютого 2022 року, оскільки більшість її членів звільнилися після початку роботи Етичної ради[4][5]. Через це увесь цей час було неможливо призначити або звільнити суддів, а також затримати чи відсторонити від роботи суддів-колаборантів[6][7].